# Nimčević
Nimčević je hrvatska plemićka obitelj iz Bačke.
Prezime im se u povijesnim dokumentima ponegdje nalazi u obliku Nincsevics, pa su u mogućoj svezi s hrvatskom obitelji Ninčević u Dalmaciji.
Plemićki je status u Bačkoj županiji dobio Maksimilijan Nimčević. U Beču je dobio plemićki list i grbovnicu 1. ožujka 1751. godine. Plemstvo mu je službeno proglašeno 7 godina poslije, 1758. godine. Time hrvatska obitelj Nimčević u Bačkoj spada u treću skupinu hrvatskog plemstva u Bačkoj. To su obitelji koje su plemstvo zadobile tijekom 1700-tih.